# Zusammenziehbarer Raum
Zusammenziehbare Räume – auch als kontrahierbare bzw. kontraktible Räume bezeichnet – werden im mathematischen Teilgebiet der Topologie betrachtet. Aus Sicht der Homotopietheorie gelten zusammenziehbare Räume als trivial. Viele in der Algebraischen Topologie definierte Invarianten verschwinden für zusammenziehbare Räume.

## Definition
Ein topologischer Raum {\displaystyle X\neq \emptyset } heißt zusammenziehbar oder kontrahierbar oder kontraktibel, wenn er homotopieäquivalent zu einem einpunktigen Unterraum ist, das heißt, wenn es eine stetige Abbildung
{\displaystyle H\colon X\times [0,1]\to X}
und einen festen Punkt {\displaystyle p\in X} gibt, sodass
- {\displaystyle H(x,0)=x} für alle {\displaystyle x\in X} und
- {\displaystyle H(x,1)=p} für alle {\displaystyle x\in X}

gilt.

## Beispiel
- Der euklidische Raum {\displaystyle \mathbb {R} ^{n}} ist zusammenziehbar: Setze
{\displaystyle H(x,t)=(1-t)x} für {\displaystyle x\in \mathbb {R} ^{n}} und {\displaystyle 0\leq t\leq 1}.
Man beachte, dass der Raum nicht im anschaulichen Sinne „stetig zu einem Punkt deformiert wird“: Das Bild der Abbildung
{\displaystyle \mathbb {R} ^{n}\to \mathbb {R} ^{n},\quad x\mapsto H(x,t)}
ist für {\displaystyle t<1} stets der gesamte Raum, erst für {\displaystyle t=1} ist das Bild nur noch der Ursprung.
- Allgemeiner sind sternförmige Mengen zusammenziehbar.

## Schwach zusammenziehbare Räume
Ein topologischer Raum {\displaystyle X} heißt schwach kontrahierbar oder schwach zusammenziehbar, wenn für alle {\displaystyle x\in X} die Homotopiegruppen {\displaystyle \pi _{n}(X,x)} trivial sind, d. h.
{\displaystyle \pi _{n}(X,x)=0} für alle {\displaystyle n\geq 0}.
Wenn ein Raum {\displaystyle X} zusammenziehbar ist, dann ist er auch schwach zusammenziehbar.
Für CW-Komplexe gilt auch die Umkehrung: Aus {\displaystyle \pi _{n}(X,x)=0} für alle {\displaystyle n\geq 0} folgt, dass der CW-Komplex {\displaystyle X} zusammenziehbar ist. Für beliebige topologische Räume gilt die Umkehrung i. A. nicht.

## Weitere Resultate
Es liegen die folgenden Resultate vor:
- Eine nichtleere konvexe Teilmenge des euklidischen Raums ist stets zusammenziehbar.[2]
- Jeder zusammenziehbare Raum ist wegzusammenhängend.[3][4]
- Jeder Retrakt eines zusammenziehbaren Raums ist zusammenziehbar.[4]
- Ein nichtleeres topologisches Produkt von nichtleeren zusammenziehbaren Räumen ist stets zusammenziehbar.[5][6] (Vererbungssatz[5])

## Gegenbeispiele
- Die Einheitssphäre {\displaystyle \mathbb {S} ^{n}} (oder allgemeiner: eine entsprechende Sphäre mit festem Radius) ist nicht zusammenziehbar, obwohl sie für {\displaystyle n\geqslant 2} einfach zusammenhängend ist.
- Der Raum, den man als Vereinigung von

{\displaystyle \left\{\left(x,\sin {\frac {1}{x}}\right):x\in (0,1]\right\}\cup \{(0,0)\}}
mit einem (0,-1) und (1,sin(1)) verbindenden Kreisbogen erhält, ist nicht zusammenziehbar, obwohl alle seine Homotopiegruppen trivial sind.
Dies zeigt, dass der Satz von Whitehead für topologische Räume, die kein CW-Komplex sind, im Allgemeinen nicht gelten muss.